# 山梨県道303号市之蔵山梨線
山梨県道303号市之蔵山梨線（やまなしけんどう303ごう いちのくらやまなしせん）は、山梨県笛吹市と山梨市を結ぶ一般県道である。

## 概要

### 路線データ
- 起点：山梨県笛吹市一宮町市之蔵（市之蔵交差点＝山梨県道34号白井甲州線交点）
- 終点：山梨県山梨市北（八幡橋西詰交差点＝国道140号交点、山梨県道31号甲府山梨線終点）

## 重複区間
- 山梨市上神内川・山梨市小原西（小原西交差点）間：山梨県道216号万力小屋敷線
- 山梨市小原西（小原西交差点）・山梨市七日市場（七日市場交差点）間：山梨県道205号三日市場南線

## 通過する自治体
- 山梨県
  - 笛吹市 - 山梨市 - 甲州市 - 山梨市

## 交差・接続する道路
- 山梨県道34号白井甲州線（笛吹市一宮町市之蔵・市之蔵交差点）
- 国道20号勝沼バイパス（笛吹市一宮町末木・末木共撰所前交差点）
- 山梨県道306号田中勝沼線（笛吹市一宮町中尾・相興交差点）
- 国道411号（山梨市上栗原・上栗原交差点）
- 山梨県道202号山梨市停車場線（山梨市上神内川・山梨市駅東交差点）
- 山梨県道216号万力小屋敷線（山梨市上神内川）
- 山梨県道216号万力小屋敷線（山梨市小原西・小原西交差点）
- 山梨県道205号三日市場南線（同上）
- 山梨県道205号三日市場南線（山梨市七日市場・七日市場交差点）
- 国道140号（山梨市北・八幡橋西詰交差点）
- 山梨県道31号甲府山梨線（同上）

## 周辺
- 笛吹市立一宮中学校
- 笛吹市役所 一宮支所
- 甲斐一宮浅間神社
- 山梨税務署
- 山梨市駅
- 山梨消防署
- 山梨法務合同庁舎
- 山梨市立山梨北中学校